# 우크라이나 소비에트 사회주의 공화국의 국장

우크라이나 소비에트 사회주의 공화국의 국장 (1949년 11월 21일-1992년)

우크라이나 소비에트 사회주의 공화국의 국장은 1919년 3월 14일에 제정되어 1992년까지 사용되었다.
국장 가운데에는 노란색 낫과 망치가 그려진 빨간색 방패가 그려져 있으며, 낫과 망치 아래쪽에는 떠오르는 금색 태양이 그려져 있다.
방패 위쪽에는 빨간색 별이 그려져 있으며, 방패 양쪽을 밀 이삭이 감싸고 있다. 국장 양쪽의 밀 이삭을 빨간색 리본이 묶고 있으며, 빨간색 리본 가운데에는 "우크라이나 소비에트 사회주의 공화국"("Українська PCP")이라는 국명이 우크라이나어로 쓰여져 있다.
리본 양쪽에는 소련의 나라 표어인 "만국의 노동자여, 단결하라!"라는 문구가 쓰여져 있는데, 왼쪽에는 우크라이나어("Пролетарі всіх країн, єднайтеся!")로, 오른쪽에는 러시아어("Пролетарии всех стран, соединяйтесь!")로 쓰여져 있다.

## 이전의 국장

우크라이나 소비에트 사회주의 공화국의 국장 (1929년-1937년)
우크라이나 소비에트 사회주의 공화국의 국장 (1937년-1949년)

## 같이 보기
- 소련의 국장
- 우크라이나의 국장